# Damián Andermatten
Damíán Rogelio Andermatten (sinh ngày 21 tháng 9 năm 1979) là một cựu cầu thủ bóng đá người Argentina thi đấu ở vị trí tiền vệ. Lần cuối cùng ông chơi Club Sanjustino.